# Polyphlebium diaphanum
Polyphlebium diaphanum är en hinnbräkenväxtart som först beskrevs av H. B. K., och fick sitt nu gällande namn av Ebihara och Dubuisson. Polyphlebium diaphanum ingår i släktet Polyphlebium och familjen Hymenophyllaceae. Inga underarter finns listade.